# Brfxxccxxmnpcccclllmmnprxvclmnckssqlbb11116
Brfxxccxxmnpcccclllmmnprxvclmnckssqlbb11116とは、スウェーデンに住む夫婦が1991年に生まれた息子に名づけようとした名前である。読み方は「アルビン（発音は[ˈalbɪn]）」。

## 命名の経緯

父のラッセ・ディディング

この両親（エリザベート・ハリンとラッセ・ディディング）は、スウェーデンにおける命名に関する法律への抗議として、当初から自分の息子に法的に許容されるような名前を付けるつもりはなかった。その条文にはこう書いてある。
この問題の発端は、この両親が息子の5歳の誕生日まで彼の名前を届け出なかったことで、これによりスウェーデン南部ハルムスタッドの地方裁判所から5000クローナ（約9万円）の罰金を科されたことにある。この処分に対して両親は1996年5月、「示唆に富む表現主義的な創作物で、私達は芸術的創造物の1つだと思っている」と主張してこの43文字にも及ぶ名前を届け出たが、裁判所はこの届け出を受理しなかった。
この一連の出来事を不服とした両親はヨーテボリの裁判所に「この名前はパタフィジック的精神で理解されるべきものである」として上訴したものの、裁判所はこの上訴を棄却すると共に、前述の罰金の支払い命令を支持した。
その後、両親は改めて息子の名前として「A」一文字（これも読みは「アルビン」である）を届け出たが、これも裁判所に却下されている。最後に息子はアルビン・グスタフ・ターザン・ハリン（スウェーデン語: Albin Gustaf Tarzan Hallin）と命名される。